# Nilo Kerameus
Nilo Kerameus (XIV secolo – 1º febbraio 1388) è stato un arcivescovo ortodosso bizantino, che ha ricoperto la carica di Patriarca ecumenico di Costantinopoli tra il 1380 e il 1388.
Sostenitore della dibattuta dottrina dell'esicasmo, nel 1380 convocò un sinodo per scegliere il metropolita di Mosca, scegliendo l'esicasta Cipriano di origine bulgara.